# Brian Newbould
Brian Newbould (* 26. Februar 1936) ist ein britischer Komponist, Dirigent und Musikforscher.

## Leben
Newbould wurde an der Gravesend Grammar School ausgebildet. Er wirkte eine Zeitlang als Musikkritiker schottischer Zeitungen und für The Guardian. 1965 wurde er als Dozent an die University of Leeds berufen. Besondere Bedeutung erlangte Newbould durch seine Arbeiten über Franz Schubert. Durch seine Ergänzung des dritten Satzes der Sinfonie in h-Moll (Schubert) ist er auch einem größeren Publikum bekanntgeworden. Die von Schubert vollständig entworfene, aber nicht in ganzer Partitur niedergeschriebene Sinfonie in E-Dur (Schubert) ist ein weiteres wichtiges Werk Newboulds. 1978 wurde seine Ausarbeitung des Schubertschen Skizzenmaterials zu dieser Sinfonie vom BBC Symphony Orchestra beim Cheltenham Festival aufgeführt. Newbould hat dann weitere Skizzen Schuberts – erstmals faksimiliert durch Ernst Hilmar – ergänzt und zu einer Aufführungsversion bereitgestellt. Zu den anderen Komponisten, mit denen Newbould sich eingehend befasste, gehören Wolfgang Amadeus Mozart, Johannes Brahms, Edward Elgar und Maurice Ravel. 2001 wurde Newbould an der University of Hull als Professor emeritiert. Von 1994 bis 2002 war Newbould auch Vorsitzender des Schubert-Institutes (SIUK).

## Veröffentlichungen (Auswahl)
- Brian Newbould: Schubert and the Symphony. A New Perspective, Toccata Press, 1992.
- Brian Newbould: Schubert: the Music and the Man, Gollancz/University of California, 1997
- Brian Newbould (Hrsg.): Schubert Studies, Ashgate, 1998